# Švedsko rdeča barva
Švedsko rdeča barva (švedsko Falu rödfärg) je odtenek rdeče barve, ki je značilen za zunanji oplesk tipičnih lesenih stavb na švedskem podeželju. 

## Zgodovina
Švedsko rdeča barva se imenuje tudi falunska rdeča barva po rudnikih bakra pri švedskem mestu Falun, ki so v dobi švedskega ekspanzionizma proizvajali dve tretjini svetovne produkcije. Leta 1650 je bilo na primer tukaj pridobljenih preko tri tisoč ton bakra , kar je znatno bogatilo državno blagajno. S časom je količina pridobljenega bakra močno upadala, leta 1720 že samo tisoč ton, zaradi česar je bila gospodarska dejavnost delno preusmerjena na sorodne projekte, od katerih je bil najpomembnejši prav pridobivanje rdeče barve. Leta 1992 je bilo ukinjeno pridobivanje bakra in leta 2001 je Unesco proglasil bivše rudnike za svetovno dediščino. Nadaljevala se je proizvodnja barvila, ki predvideva toplotno obdelavo bakrove rude, prvotno temno rumene, do pridobitve primerno rdeče barve . 

## Postopek pridobivanja
Barvilo je – v strogo tehničnem pogledu – temno rumena barva (oker), pri kateri je toplotna obdelava povzročila oksidacijo z železom, prisotnim v originalni rudi. Zaradi tega se ne pridobiva iz primarno pridobljene rude, temveč iz predelave odpadkov pri pridobivanju čistega bakra. Ti odpadki, ki so nakopičeni v velikih količinah ob bivših rudnikih, so že dolgo let izpostavljeni podnebnim spremembam, ki so izprale iz njih topne sulfate (na primer cinkove), železovi sulfati pa so ostali in prispevali k spremembi rumene barve v rdečo. Industrijski postopek mora polizdelek samo sedimentirati, zdrobiti in nato ožgati. Omembe vredno je, da se na ta način iz bakrovih odpadkov pridobiva več odtenkov rdeče barve, pa tudi črno in sivo .